# Соколовац
Соколовац (хорв. Sokolovac) — община с центром в одноимённом посёлке на севере Хорватии, в  Копривницко-Крижевацкой жупании. Население — 477 человек в самом посёлке и 3452 человека во всей общине (2011). Большинство населения — хорваты (83,5 %), сербы составляют 12 % населения. В состав общины, кроме самого Соколоваца, входит 41 деревня с населением от 26 до 334 человек. Большинство населения занято в сельском хозяйстве.
Посёлок Соколовац расположен между двумя крупнейшими городами жупании, Копривница находится в 10 км к северо-востоку, Крижевцы — в 15 км к юго-западу. Через Соколовац проходит автомобильная дорога D41, соединяющие эти города. В 500 м к югу от посёлка находится железнодорожная станция на линии Загреб — Крижевцы — Копривница.
Соколовац находится в холмистой местности, к северу от него начинаются лесистые холмы гряды Калник. Большая часть малых деревень общины разбросана по склонам Калника.
Соколовац основан в конце XVI века, как укреплённой пункт Военной границы, ранее носил название Кукавица.
Главная архитектурная достопримечательность общины — сербский православный монастырь Лепавина в одноимённом селе в 3 км от Соколоваца.